# Premio de Arquitectura Contemporánea de la Unión Europea – Premio Mies van der Rohe
El Premio de Arquitectura Contemporánea de la Unión Europea — Premio Mies van der Rohe o simplemente Premio de Arquitectura Contemporánea de la Unión Europea es un premio de arquitectura concedido por la Unión Europea y la Fundación Mies van der Rohe de Barcelona cada 2 años desde 1988.
Es el premio de arquitectura contemporánea más importante de la Unión Europea. Está dotado con 60 000 euros y una escultura que evoca el Pabellón Alemán.

## Lista de ganadores
| Año  | Arquitecto(s)                                    | Edificio | Edificio                                                          | Localización          |
| ---- | ------------------------------------------------ | -------- | ----------------------------------------------------------------- | --------------------- |
| 1988 | Álvaro Siza                                      |          | Banco Borges e Irmão                                              | Vila do Conde         |
| 1990 | Lord Norman Foster                               |          | Nueva terminal del Aeropuerto de Londres-Stansted                 | Londres               |
| 1992 | Esteve Bonell y Francesc Rius                    |          | Pabellón Olímpico de Badalona                                     | Badalona, Barcelona   |
| 1994 | Nicholas Grimshaw                                |          | Estación de Waterloo International                                | Londres               |
| 1996 | Dominique Perrault                               |          | Biblioteca Nacional de Francia                                    | París                 |
| 1998 | Peter Zumthor                                    |          | Museo de Arte de Bregenz                                          | Bregenz               |
| 2001 | Rafael Moneo                                     |          | Palacio de Congresos y Auditorio Kursaal                          | San Sebastián         |
| 2003 | Zaha Hadid                                       |          | Aparcamiento y Terminal Hoenheim Norte                            | Hoenheim, Estrasburgo |
| 2005 | Rem Koolhaas                                     |          | Embajada de los Países Bajos en Berlín                            | Berlín                |
| 2007 | Mansilla + Tuñón Arquitectos                     |          | Museo de Arte Contemporáneo de Castilla y León                    | León                  |
| 2009 | Snøhetta                                         |          | Ópera de Oslo                                                     | Oslo                  |
| 2011 | David Chipperfield                               |          | Neues Museum                                                      | Berlín                |
| 2013 | Henning Larsen Architects Studio Olafur Eliasson |          | Harpa                                                             | Reikiavik             |
| 2015 | Barozzi Veiga                                    |          | Filarmónica de Szczecin                                           | Szczecin              |
| 2017 | NL Architects y XVW architectuur                 |          | DeFlat Kleiburg                                                   | Ámsterdam             |
| 2019 | Lacaton y Vassal Architectes                     |          | Transformación de 530 viviendas sociales - Gran Parque de Burdeos | Burdeos               |

## Premio al Arquitecto Emergente
Este premio está dotado con 20.000 euros y una escultura que evoca el Pabellón.
| Año  | Obra                                                          | Localidad  | País         | Arquitecto                                                                             |
| ---- | ------------------------------------------------------------- | ---------- | ------------ | -------------------------------------------------------------------------------------- |
| 2001 | Centro de Distribución Kaufmann Holz AG                       | Bobingen   | Alemania     | Florian Nagler                                                                         |
| 2003 | Ayuntamiento de Scharnhauser Park                             | Ostfildern | Alemania     | Jürgen Mayer H.                                                                        |
| 2005 | BasketBar                                                     | Utrecht    | Países Bajos | NL Architects / Pieter Bannenberg, Walter van Dijk, Kamiel Klaasse, Mark Linnemann     |
| 2007 | Department of Mathematics, Faculty of Physics and Mathematics | Liubliana  | Eslovenia    | Bevk Perovic arhitekti                                                                 |
| 2009 | Gymnasium 46° 09' N / 16° 50' E                               | Koprivnica | Croacia      | Studio UP / Lea Pelivan, Toma Plejic                                                   |
| 2011 | Collage House                                                 | Gerona     | España       | Bosch.Capdeferro Arquitectures / Ramon Bosch, Elisabet Capdeferro                      |
| 2013 | Red Bull Music Academy                                        | Madrid     | España       | Langarita-Navarro Architects / María Langarita and Víctor NavarrO                      |
| 2015 | Casa Luz                                                      | Cilleros   | España       | Arquitectura-G / Jonathan Arnabat, Jordi Ayala-Brill, Aitor Fuentes, Igor Urdampilleta |
| 2017 | NAVEZ - 5 social units as Northern entrance of Brussels       | Bruselas   | Bélgica      | MSA y V+                                                                               |